# Hiroshi Sowa
Hiroshi Sowa (楚輪 博 Sowa Hiroshi?), född 1 maj 1956 i Hiroshima prefektur, är en japansk före detta fotbollsspelare och tränare.
Sowa började sin karriär 1979 i Yammer Diesel. Med Yammer Diesel vann han japanska ligan 1980 och japanska ligacupen 1983, 1984. Han avslutade karriären 1990.
Sowa har efter den aktiva karriären verkat som tränare och har tränat Cerezo Osaka, Sagan Tosu och Kataller Toyama.